# S/2004 S 28
S/2004 S 28 — природний супутник Сатурна. Відкритий Скоттом Шеппардом, Девідом Джуїттом та Дженом Кліна 7 жовтня 2019 року після спостережень, проведених у період з 12 грудня 2004 року по 21 березня 2007 року.
Діаметр S/2004 S 28 — близько 4 км, велика піввісь — 21 791 300 км, орбітальний період — 1197,2 земної доби, обертається навколо Сатурна з прямим напрямком під нахилом 171° до площини екліптики, ексцентриситет орбіти — 0,133.